# Блейн (переписна місцевість, Мен)
Блейн (англ. Blaine) — переписна місцевість (CDP) в США, в окрузі Арустук штату Мен. Населення — 250 осіб (2020).

## Географія
Блейн розташований за координатами 46°29′56″ пн. ш. 67°52′8″ зх. д. / 46.49889° пн. ш. 67.86889° зх. д. (46.498998, -67.868766).  За даними Бюро перепису населення США в 2010 році переписна місцевість мала площу 7,07 км², уся площа — суходіл.

## Демографія
Згідно з переписом 2010 року, у переписній місцевості мешкала 301 особа в 129 домогосподарствах у складі 87 родин. Густота населення становила 43 особи/км².  Було 154 помешкання (22/км²).
Расовий склад населення:
| - 94,7 % — білих - 2,0 % — азіатів - 1,7 % — корінних американців |

До двох чи більше рас належало 1,7 %. Частка іспаномовних становила 0,7 % від усіх жителів.
За віковим діапазоном населення розподілялося таким чином: 20,3 % — особи молодші 18 років, 55,4 % — особи у віці 18—64 років, 24,3 % — особи у віці 65 років та старші. Медіана віку мешканця становила 44,6 року. На 100 осіб жіночої статі у переписній місцевості припадало 92,9 чоловіків;  на 100 жінок у віці від 18 років та старших — 90,5 чоловіків також старших 18 років.
Середній дохід на одне домашнє господарство  становив 50 985 доларів США (медіана — 46 042), а середній дохід на одну сім'ю — 62 737 доларів (медіана — 53 333). За межею бідності перебувало 12,1 % осіб, у тому числі 24,0 % дітей у віці до 18 років та 9,3 % осіб у віці 65 років та старших.
Цивільне працевлаштоване населення становило 230 осіб. Основні галузі зайнятості: освіта, охорона здоров'я та соціальна допомога — 37,0 %, роздрібна торгівля — 15,7 %, сільське господарство, лісництво, риболовля — 12,2 %.